# شون باتلر
شون باتلر (بالإنجليزية: Shaun Butler)‏ هو دراج أمريكي، ولد في 1976.